# Quyền LGBT ở Cộng hòa Ireland
Thái độ ở Ireland đối với đồng tính nữ, đồng tính nam, song tính và chuyển giới (tiếng Ireland: leispiach, aerach, déghnéasach agus trasinscneach; tiếng Anh: lesbian, gay, bisexual and transgender) được coi là một trong những người tự do nhất trên thế giới. Ireland đáng chú ý vì sự chuyển đổi từ một quốc gia có thái độ bảo thủ quá mức đối với các vấn đề LGBT sang một người nắm giữ quyền tự do áp đảo trong không gian của một thế hệ. Vào tháng 5 năm 2015, Ireland đã trở thành quốc gia đầu tiên hợp pháp hóa hôn nhân đồng giới ở cấp quốc gia bằng cách bỏ phiếu phổ biến. Thời báo New York đã ca ngợi chiến thắng khi đưa Ireland trở thành "tiên phong của sự thay đổi xã hội". Kể từ tháng 7 năm 2015, người chuyển giới ở Ireland có thể tự khai báo giới tính của họ với mục đích cập nhật hộ chiếu, giấy phép lái xe, lấy giấy khai sinh mới và kết hôn. Cả hai hoạt động tình dục đồng giới nam và nữ đều hợp pháp tại bang này từ năm 1993. Sự công nhận của chính phủ đối với quyền LGBT ở Ireland đã mở rộng rất nhiều trong hai thập kỷ qua. Đồng tính luyến ái đã bị coi thường vào năm 1993, và hầu hết các hình thức phân biệt đối xử dựa trên xu hướng tính dục hiện nay đều nằm ngoài vòng pháp luật. Ireland cũng cấm kích động thù hận dựa trên khuynh hướng tình dục.
Năm 2015, một cuộc khảo sát trên 1.000 cá nhân ở Ireland cho thấy 78% số người ủng hộ hôn nhân đồng giới và 71% mọi người nghĩ rằng các cặp đồng giới nên được phép nhận nuôi. Một cuộc khảo sát năm 2013 cho thấy 73% người dân Ireland đồng ý rằng "hôn nhân đồng giới nên được cho phép trong Hiến pháp". Trước đó, một cuộc khảo sát năm 2008 cho thấy 84% người Ireland ủng hộ hôn nhân dân sự hoặc quan hệ đối tác dân sự cho các cặp đồng giới, với 58% ủng hộ quyền kết hôn đầy đủ trong các văn phòng đăng ký. Số người tin rằng các cặp đồng giới chỉ nên được phép có quan hệ đối tác dân sự đã giảm từ 33% xuống 26%. Một cuộc thăm dò tháng 3 năm 2011 The Sunday Times cho thấy sự ủng hộ cho quyền kết hôn dân sự đầy đủ ở mức 73%.
Vào tháng 7 năm 2010, Oireachtas đã thông qua Quan hệ đối tác dân sự và một số quyền và nghĩa vụ của Đạo luật chung sống 2010, công nhận quan hệ đối tác dân sự giữa các cặp đồng giới. Dự luật đã vượt qua tất cả các giai đoạn ở hạ viện (Dáil), mà không cần phải bỏ phiếu, và với tỷ lệ 48-4 phiếu ở thượng viện Seanad (Thượng viện). Dự luật được tất cả các bên ủng hộ, mặc dù các chính trị gia cá nhân đã chỉ trích luật pháp. Vì luật hợp tác dân sự đã được ban hành và thực hiện đầy đủ từ đầu năm 2011, các cặp đồng tính nam và đồng tính nữ đã có thể đăng ký mối quan hệ của họ trước khi đăng ký. Dự luật được ký bởi Tổng thống Mary McAleese vào ngày 19 tháng 7 năm 2010. Bộ trưởng Bộ Tư pháp đã ký lệnh bắt đầu cho hành động này vào ngày 23 tháng 12 năm 2010 và nó có hiệu lực vào ngày 1 tháng 1 năm 2011. Do thời gian chờ đợi ba tháng cho tất cả các nghi lễ dân sự ở Ireland, dự kiến là dân sự đầu tiên nghi lễ hợp tác sẽ diễn ra vào tháng Tư. Tuy nhiên, luật pháp cung cấp một cơ chế miễn trừ được tìm kiếm thông qua các tòa án, và quan hệ đối tác đầu tiên, giữa hai người, đã được đăng ký vào ngày 7 tháng 2 năm 2011. Lần đầu tiên công khai hợp tác dân sự Ailen theo Đạo luật diễn ra tại Dublin vào ngày 5 tháng 4 năm 2011. Vào ngày 6 tháng 4 năm 2015, Đạo luật Quan hệ Gia đình và Trẻ em 2015 đã được ký kết thành luật, sửa đổi (trong số các hành vi khác) Đạo luật nuôi con nuôi 2010, để cho phép các cặp đồng giới cùng nhận con nuôi và con riêng.
Vào tháng 6 năm 2017, Leo Varadkar đã được bổ nhiệm làm Taoiseach (Người đứng đầu Chính phủ), và do đó trở thành người đứng đầu nhà nước/chính phủ đồng tính công khai thứ tư trên thế giới.

## Tính hợp pháp của hoạt động tình dục đồng giới
Hoạt động tình dục đồng giới đã bị coi thường vào năm 1993. Đây là kết quả của một chiến dịch của Thượng nghị sĩ David Norris và Chiến dịch cải cách luật đồng tính luyến ái dẫn đến một phán quyết vào năm 1988 rằng luật pháp Ireland cấm các hoạt động đồng tính luyến ái nam trái với Công ước châu Âu về quyền con người. Chiến dịch cải cách luật đồng tính luyến ái được thành lập vào những năm 1970 để đấu tranh cho việc phi hạt nhân hóa đồng tính luyến ái nam, các thành viên sáng lập bao gồm Thượng nghị sĩ Norris và tương lai President of Ireland Mary McAleese và Mary Robinson. Trước năm 1993, một số luật có từ thế kỷ XIX đã khiến các hành vi đồng tính luyến ái của nam giới trở thành bất hợp pháp. Luật pháp có liên quan là 'Hành vi phạm tội chống lại Đạo luật cá nhân' năm 1861 và năm 1885 'Luật hình sự (sửa đổi)' ', cả hai được ban hành bởi Nghị viện của Hoa Kỳ Vương quốc trước khi Ireland độc lập, và đã bị bãi bỏ ở Anh và Wales năm 1967, Scotland năm 1980 và Bắc Ireland năm 1982.
Năm 1983, David Norris đã đưa một vụ án lên Tòa án tối cao để tìm cách thách thức tính hợp hiến của các luật này nhưng không thành công. Trong nó Norris v. Attorney General phán quyết (được đưa ra bởi đa số 3 người2), tòa án đã đề cập đến "bản chất Kitô giáo và dân chủ của Nhà nước Ailen" và cho rằng hình sự hóa phục vụ sức khỏe cộng đồng và tổ chức hôn nhân.
Năm 1988, Norris đã đưa một trường hợp tới Tòa án Nhân quyền Châu Âu để cho rằng luật pháp Ireland không tương thích với Công ước Châu Âu về Nhân quyền. Tòa án, trong trường hợp Norris v. Ireland, phán quyết rằng việc hình sự hóa đồng tính luyến ái nam ở Cộng hòa đã vi phạm Điều 8 của Công ước, điều này đảm bảo quyền riêng tư trong các vấn đề cá nhân. Oireachtas (Nghị viện Ailen) đã hợp pháp hóa đồng tính luyến ái nam năm năm sau đó, khi Bộ trưởng Bộ Tư pháp, Maire Geoghegan-Quinn, trong 1992 199211 Fianna Fáil - Lao động Chính phủ liên minh bao gồm việc hợp pháp hóa với độ tuổi đồng ý bằng nhau (không có sự đồng ý bằng nhau của phán quyết ECHR) trong một dự luật để xử lý các tội phạm tình dục khác nhau. Không ai trong số các bên được đại diện trong Oireachtas phản đối việc phân biệt đối xử. Thật trùng hợp, nhiệm vụ ký dự luật phi pháp hóa hành vi đồng tính luyến ái nam rơi vào tay Tổng thống Ireland, Mary Robinson, một người bảo vệ quyền lợi đồng tính thẳng thắn với tư cách là luật sư và Luật sư cao cấp đã đại diện cho Norris trong Tối cao của ông Tòa án và Tòa án Nhân quyền Châu Âu.

### Lời xin lỗi
Vào ngày 19 tháng 6 năm 2018, Taoiseach Leo Varadkar đã đưa ra lời xin lỗi công khai tới các thành viên của cộng đồng LGBT vì sự đau khổ và phân biệt đối xử mà họ phải đối mặt từ nhà nước Ireland trước khi hợp pháp hóa đồng tính luyến ái vào năm 1993. Nói với Oireachtas, ông nói:
Ngày nay, những người tôi muốn vinh danh đặc biệt là những anh hùng vô danh, hàng ngàn người mà chúng ta không biết tên, đã bị tội phạm bởi tổ tiên của chúng ta... Điều chúng ta có thể nói là chúng ta đã học được như một xã hội từ họ đau khổ. Những câu chuyện của họ đã giúp thay đổi chúng ta tốt hơn; họ đã làm cho chúng ta khoan dung hơn, hiểu biết hơn và nhân bản hơn.

Bộ trưởng Tư pháp Charles Flanagan cũng đưa ra lời xin lỗi tới các thành viên của cộng đồng LGBT, những người phải chịu hậu quả của việc hình sự hóa đồng tính luyến ái, nói:
Tôi xin gửi lời xin lỗi chân thành đến tất cả những người đó, với gia đình và bạn bè của họ. Đối với bất kỳ ai cảm thấy tổn thương và cô lập được tạo ra bởi các luật đó, và đặc biệt đối với những người bị kết án hình sự bởi sự tồn tại của các luật đó.

## Công nhận mối quan hệ đồng giới
[[Tập |thumb|right|Panti Bliss là một trong những nữ hoàng kéo nổi tiếng nhất của Ireland. Vai trò của Panti trong cuộc trưng cầu dân ý về hôn nhân năm 2015 đã trở thành chủ đề của một bộ phim tài liệu, Nữ hoàng Ireland.]]

### Quan hệ đối tác dân sự
Trước khi hợp pháp hóa hôn nhân đồng giới, quan hệ đối tác dân sự đã được cho phép. Một quan hệ đối tác dân sự đã được trình bày cho Nội các vào ngày 24 tháng 6 năm 2009 và được xuất bản vào ngày 26 tháng 6 năm 2009. Mặc dù hầu hết các nhóm vận động LGBT thận trọng hoan nghênh luật pháp của Chính phủ, đã có những chỉ trích về đề xuất này. Một chỉ trích lớn đã tuyên bố rằng luật pháp có hiệu quả phân biệt đối xử trong luật khi các thỏa thuận hợp đồng riêng biệt với các đặc quyền lớn hơn tiếp tục tồn tại cho các cuộc hôn nhân khác giới đồng thời với các thỏa thuận ít hơn cho những người muốn có quan hệ đối tác dân sự. Cụ thể, việc từ chối quyền nộp đơn xin nhận con nuôi cho các cặp vợ chồng có quan hệ đối tác dân sự đã được trích dẫn là đặc biệt phân biệt đối xử.
Dự luật đã vượt qua tất cả các giai đoạn trong Dáil Éireann vào ngày 1 tháng 7 năm 2010 với sự hỗ trợ của các bên liên quan dẫn đến việc nó được thông qua mà không cần bỏ phiếu, và được thông qua với tỷ lệ 48 phiếu cho 4 trong Seanad (Thượng viện) vào ngày 9 tháng 7 năm 2010. Nó cấp cho các cặp đồng giới một số quyền sau đó chỉ được cấp cho các cặp vợ chồng, nhưng không công nhận những đứa trẻ được nuôi bởi các cặp đồng giới là con của họ. Luật pháp Ireland chỉ cho phép những người đồng tính nhận nuôi trẻ em với tư cách cá nhân, đồng thời cho phép các cặp đồng giới cùng chung nuôi dưỡng. Nó cũng cấp cho những người sống chung, cả đồng tính và ngay thẳng, những người đã sống với nhau ít nhất năm năm quyền hạn trong một chương trình từ chối mà đối tác cũ có thể nộp đơn lên tòa án về việc phá vỡ mối quan hệ để khiến đối tác cũ khác hỗ trợ tài chính cho anh ấy / cô ấy. Dự luật đã được Tổng thống Mary McAleese ký vào ngày 19 tháng 7, chính thức trở thành  Quan hệ đối tác dân sự và một số quyền và nghĩa vụ của Đạo luật chung sống 2010  (tiếng Ireland: An tAcht um Páirtnéireacht Shibhialta agus um Chearta agus Oibleagáidí Áirithe de chuid Comhchónaitheoirí 2010).
Khả năng tham gia vào quan hệ đối tác dân sự đã kết thúc vào ngày 16 tháng 11 năm 2015.

### Kết hôn
Hôn nhân đồng giới là hợp pháp ở Ireland, sau khi được chấp thuận trưng cầu dân ý vào ngày 22 tháng 5 năm 2015 đã sửa đổi Hiến pháp Ireland để cung cấp rằng hôn nhân được công nhận bất kể giới tính của các đối tác. Biện pháp này được ký thành luật bởi Tổng thống Ireland Michael D. Higgins với tư cách là Sửa đổi thứ ba mươi tư của Hiến pháp Ireland vào ngày 29 tháng 8 năm 2015. Luật hôn nhân 2015 (tiếng Ireland: An tAcht um Pósadh, 2015) được thông qua Oireachtas vào ngày 22 tháng 10 năm 2015 và được Ủy ban Tổng thống ký vào ngày 29 tháng 10 năm 2015, đã có hiệu lực lập pháp đối với việc sửa đổi.
Hôn nhân đồng giới đã được công nhận hợp pháp tại Ireland vào ngày 16 tháng 11 năm 2015 và các nghi lễ kết hôn đầu tiên của các cặp đồng giới diễn ra vào ngày 17 tháng 11 năm 2015.

#### Bối cảnh hợp pháp hóa hôn nhân đồng giới
Tòa án Ailen lần đầu tiên giải quyết vụ án hôn nhân đồng giới trong vụ án Foy v. An t-Ard Chláraitheoir & Ors. Trong trường hợp đó, Tiến sĩ Foy, một phụ nữ chuyển giới, đã tìm kiếm một phát hiện rằng cô sinh ra là nữ nhưng bị khuyết tật bẩm sinh và cho rằng chế độ pháp lý hiện tại đã vi phạm quyền lập hiến của cô để kết hôn với một người đàn ông sinh học. Để hỗ trợ cho yêu cầu của mình, cô đã dựa vào luật án lệ từ ECHR. Thẩm phán McKechnie J lưu ý rằng ở Ireland, điều quan trọng là các bên tham gia hôn nhân phải có giới tính sinh học khác. Thẩm phán lưu ý rằng Điều 12 của ECHR cũng được quy định như nhau. Theo đó, anh thấy rằng không có cơ sở bền vững nào cho việc đệ trình của người nộp đơn rằng luật cấm cô kết hôn với một người có cùng giới tính với mình, là vi phạm quyền lập hiến của cô. Thẩm phán kết luận rằng quyền kết hôn là không tuyệt đối và phải được đánh giá trong bối cảnh của một số quyền khác bao gồm các quyền của xã hội. Do đó, nhà nước có quyền giữ quan điểm được tán thành và hiển nhiên từ luật pháp của mình.
Tòa án tối cao Ailen đã trả lại vụ kiện của Foy cho Tòa án tối cao năm 2005 để xem xét các vấn đề dưới ánh sáng của Goodwin quyết định của ECHR. Foy cũng đã ban hành các thủ tục tố tụng mới trong năm 2006 dựa trên Đạo luật ECHR mới, điều này có hiệu lực lớn hơn đối với Công ước châu Âu về Nhân quyền trong luật pháp Ireland. Hai trường hợp đã được hợp nhất và được xét xử vào tháng 4 năm 2007, Tiến sĩ Foy nhấn mạnh quyết định của Goodwin nơi Tòa án Nhân quyền Châu Âu đã phát hiện ra rằng Vương quốc Anh đã vi phạm quyền của một người phụ nữ chuyển giới, bao gồm cả quyền kết hôn của cô. McKechie J đã rất trách móc Chính phủ trong phán quyết của mình và khẳng định rằng, bởi vì không có điều khoản rõ ràng nào trong  Đạo luật Đăng ký Dân sự , được ban hành sau quyết định của Goodwin, nên phải đặt câu hỏi về việc Nhà nước có cố tình kiềm chế không. từ việc áp dụng bất kỳ biện pháp khắc phục nào để giải quyết các vấn đề đang diễn ra. Ông nhấn mạnh rằng Ireland rất cô lập trong các quốc gia thành viên của Hội đồng Châu Âu liên quan đến những vấn đề này. Thẩm phán kết luận rằng vì lý do không có bất kỳ điều khoản nào cho phép nhận dạng của Tiến sĩ Foy được công nhận về mặt pháp lý trong khu vực tài phán này, nhà nước đã vi phạm các nghĩa vụ tích cực của mình theo Nghệ thuật 8 của Công ước. Ông đã đưa ra một tuyên bố rằng luật pháp Ireland không tương thích với ECHR và nói thêm rằng ông sẽ tìm thấy sự vi phạm quyền kết hôn của Tiến sĩ Foy nếu điều đó có liên quan.
Fine Gael, Đảng Lao động, Fianna Fáil, Sinn Féin, Đảng Xã hội, và Đảng Xanh tất cả đều ủng hộ quyền kết hôn cho các cặp đồng giới.
Chính phủ Lao động Mỹ mới đã đồng ý thành lập Hội nghị lập hiến để xem xét hôn nhân đồng giới trong số những điều khác. Vào ngày 2 tháng 7 năm 2013, Công ước Hiến pháp đã gửi báo cáo chính thức cho Oireachtas, đã có bốn tháng để trả lời.

#### Trưng cầu dân ý về hôn nhân
Vào ngày 5 tháng 11 năm 2013, Chính phủ tuyên bố rằng một cuộc trưng cầu dân ý cho phép kết hôn đồng giới sẽ được tổ chức vào nửa đầu năm 2015. Vào ngày 19 tháng 2 năm 2015, Taoiseach Enda Kenny đã thông báo rằng cuộc trưng cầu dân ý về Hôn nhân bình đẳng sẽ diễn ra vào thứ Sáu ngày 22 tháng 5 năm 2015. Cuộc trưng cầu dân ý được đa số thông qua và thêm từ ngữ "Hôn nhân có thể được hai người ký hợp đồng theo luật pháp mà không phân biệt giới tính của họ" với Hiến pháp Ireland.

## Con nuôi và nuôi dạy con cái
Luật Ailen nhận con nuôi cho phép các ứng dụng nhận con nuôi của các cặp vợ chồng, cặp vợ chồng sống thử hoặc người nộp đơn. Việc hợp pháp hóa Hôn nhân đồng giới ở Ireland, kết hợp với việc thông qua Đạo luật quan hệ trẻ em và gia đình 2015 (tiếng Ireland: An tAcht um Leanaí agus Cóngais Teaghlaigh, 2015) và Đạo luật Thông qua (Sửa đổi) 2017 (tiếng Ireland: An tAcht Uchtála (Leasú), 2017) có nghĩa là các cặp đồng giới được pháp luật cho phép nhận nuôi.
Một người đồng tính nam hoặc một đối tác của một cặp vợ chồng có thể nộp đơn và một cặp đồng giới có thể nộp đơn đăng ký chung để nuôi dưỡng trẻ em. Ngoài ra, các cặp đồng tính nữ có quyền truy cập IVF và hỗ trợ điều trị thụ tinh. Vào tháng 1 năm 2014, Chính phủ Bộ trưởng Bộ Tư pháp và Bình đẳng Alan Shatter tuyên bố rằng Chính phủ sẽ đưa ra luật vào cuối năm nay để gia hạn quyền giám hộ, quyền nuôi con và tiếp cận quyền đối với cha mẹ không sinh học của trẻ em trong các mối quan hệ đồng giới và trẻ em được sinh ra thông qua việc đẻ thuê và hiến tinh trùng và trứng.
Vào ngày 21 tháng 1 năm 2015, Chính phủ đã thông báo rằng một dự thảo sửa đổi của  Dự luật về mối quan hệ gia đình và trẻ em  sẽ cho các cặp vợ chồng sống thử và những người trong quan hệ đối tác dân sự có toàn quyền nhận con nuôi. Dự luật được thiết lập để trở thành luật trước cuộc trưng cầu dân ý về hôn nhân đồng giới tháng 5. Dự luật được công bố vào ngày 19 tháng 2 năm 2015, được phê chuẩn bởi cả hai ngôi nhà của Oireachtas trước ngày 30 tháng 3 năm 2015 và được ký thành luật vào ngày 6 tháng 4 năm 2015. Các điều khoản chính của Đạo luật (bao gồm vợ / chồng, cha mẹ kế, đối tác dân sự và đối tác sống thử có thể đăng ký để trở thành người giám hộ của một đứa trẻ) đã có hiệu lực vào ngày 18 tháng 1 năm 2016. Các phần của Đạo luật cho phép áp dụng chung, chưa bao giờ có hiệu lực do không có lệnh bắt đầu nào được ký kết, đã bị bãi bỏ vào năm 2017 sau khi thông qua Đạo luật Thông qua (Sửa đổi) 2017, hợp pháp hóa việc áp dụng chung của các cặp đồng giới.
Vào ngày 5 tháng 5 năm 2016, James Reilly, sau đó Bộ trưởng Bộ Trẻ em và Thanh niên, đã thông báo rằng Chính phủ Ireland đã phê duyệt công bố Dự luật Thông qua (Sửa đổi) 2016. Dự luật sẽ sửa đổi Đạo luật thông qua 2010 và Đạo luật quan hệ trẻ em và gia đình năm 2015 và có hiệu lực lập pháp đối với Sửa đổi ba mươi lần đầu Hiến pháp Ireland (trưng cầu dân ý cho trẻ em). Mục đích của dự luật là cho phép trẻ em được nhận nuôi bởi những người chăm sóc nuôi dưỡng của chúng, nơi chúng đã chăm sóc đứa trẻ trong ít nhất 18 tháng, và cho phép hai người bất kể tình trạng hôn nhân được nhận con nuôi, do đó, cho phép các cặp vợ chồng đồng giới kết hôn quyền nhận con nuôi. Dự luật cũng cho phép nhận con nuôi bởi các đối tác dân sự và các cặp vợ chồng sống thử và giúp con cái có tiếng nói lớn hơn trong quá trình nhận con nuôi, trong số nhiều cải cách khác đối với hệ thống nhận con nuôi. Dự luật đã thông qua Dáil vào ngày 30 tháng 11 năm 2016, và đã được Seanad chấp thuận vào ngày 13 tháng 6 năm 2017. Dự luật đã được Tổng thống Michael D. Higgins ký vào ngày 19 tháng 7 năm 2017. Lệnh bắt đầu được ký bởi Bộ trưởng Bộ Trẻ em và Thanh niên, Kinda Zappone, vào ngày 18 tháng 10 và luật có hiệu lực vào ngày hôm sau.
Kể từ năm 2019, không có luật nào cho phép các cặp đồng tính nữ được tự động công nhận trên giấy khai sinh (và hộ chiếu) của con cái họ. Vào tháng 1 năm 2019, Bộ trưởng phụ trách việc làm và bảo vệ xã hội, Regina Doherty, đã thông báo rằng Chính phủ đã xuất bản  Dự luật đăng ký dân sự 2019 . Dự luật sẽ cho phép các cặp đồng tính nữ có con được sự giúp đỡ của nhà tài trợ đăng ký làm cha mẹ của họ. Hiện tại, giấy khai sinh được cấp đối với con của các cặp đồng tính nữ chỉ cho phép ghi lại chi tiết của mẹ ruột. Theo các thay đổi, cha mẹ có thể chọn nhãn "mẹ" và "cha" hoặc thay vào đó là thuật ngữ "cha mẹ", có nghĩa là người mẹ không sinh học sẽ có thể đăng ký hợp pháp. Dự kiến dự luật sẽ được đưa ra trước Oireachtas vào đầu mùa xuân.

## Chống phân biệt đối xử
Phân biệt đối xử trên cơ sở khuynh hướng tình dục bị đặt ra ngoài vòng pháp luật Đạo luật bình đẳng việc làm, năm 1998 (tiếng Ireland: An tAcht um Chomhionannas Fostaíochta, 1998) và  Đạo luật về tình trạng bình đẳng, 2000  (tiếng Ireland: An tAcht um Stádas Comhionann, 2000). Những luật này cấm phân biệt đối xử trong bất kỳ lĩnh vực nào sau đây: việc làm, đào tạo nghề, quảng cáo, thỏa thuận tập thể, cung cấp hàng hóa và dịch vụ và các cơ hội công khai khác. Ngoài ra, trong khi bản dạng giới không được bao gồm rõ ràng trong hai hành vi này, nó đã được hiểu là được bảo vệ theo danh mục giới tính và khuyết tật.
Một số biện pháp bảo vệ được cung cấp vẫn không đồng đều. Như được chỉ ra ở trang 26 trong "Đánh giá, Tạp chí của Liên minh điều hành dịch vụ công cộng, tháng 7 / tháng 8 năm 2014", Đoạn 81E (5) của  Đạo luật lương hưu 1990  ngăn người hưu trí, người đã nghỉ hưu hơn một năm trước  Đạo luật đối tác dân sự, 2010 , từ việc thách thức từ chối trợ cấp của người còn sống cho đối tác dân sự của họ.
Mặc dù đã thông qua Sửa đổi bình đẳng hôn nhân, Bộ trưởng Lao động về chi tiêu và cải cách công cộng, Brendan Howlin, nói với Dáil rằng ông sẽ không cho phép, ví dụ, một người đồng tính nam, người đã chọn không đưa ra một khoản trợ cấp hưu trí (vô nghĩa) cho mình Vợ năm 1984, quyền lựa chọn đưa trợ cấp hưu trí cho chồng vào năm 2015 cơ hội đầu tiên anh ta có thể làm như vậy. Điều này sẽ vẫn là trường hợp ngay cả khi người đàn ông đồng tính trả các khoản đóng góp lương hưu như đồng nghiệp khác giới của mình. Quyết định này đã bị lên án trong một bài báo và ý kiến hàng đầu trên tạp chí Ailen vào ngày 24 tháng 6 năm 2015 vì trái với tinh thần của Trưng cầu dân ý về hôn nhân nhưng vẫn là chính sách của chính phủ.
Đạo luật  Cấm kích động thù hận, 1989  (tiếng Ireland: An tAcht um Thoirmeasc ar Ghríosú chun Fuatha, 1989) ngoài vòng pháp luật kích động hận thù dựa trên xu hướng tình dục. Các hình phạt cho hành vi vi phạm luật này bị phạt tiền không vượt quá 1.000 bảng hoặc phạt tù với thời hạn không quá 6 tháng hoặc cho cả hai lần vi phạm đầu tiên, hoặc kết án về cáo trạng, phạt tiền không vượt quá 10.000 bảng hoặc phạt tù với thời hạn không quá 2 năm hoặc cả hai. Đạo luật định nghĩa thuật ngữ "thù hận" như sau:
| “ | "hận thù" có nghĩa là thù hận với một nhóm người trong Bang hoặc bất kỳ nơi nào khác về chủng tộc, màu da, quốc tịch, tôn giáo, nguồn gốc dân tộc hoặc quốc gia, thành viên của cộng đồng du lịch hoặc khuynh hướng tình dục | ” |

Vào ngày 3 tháng 6 năm 2015, Nội các Chính phủ đã tranh luận về việc sửa đổi  Đạo luật Bình đẳng Việc làm, 1998 . Việc sửa đổi sẽ loại bỏ quy định trong Đạo luật cho phép các trường điều hành tôn giáo sa thải giáo viên và nhân viên trên cơ sở duy nhất là xu hướng tính dục và/hoặc bản dạng giới của họ. Vào ngày 11 tháng 7 năm 2015, dự luật đã thông qua hạ viện. Vào ngày 9 tháng 8 năm 2015, dự luật đã thông qua thượng viện. Vào ngày 16 tháng 8 năm 2015, Tổng thống Ireland đã ký dự luật thành luật. Pháp luật có hiệu lực ngay lập tức.

## Bản dạng và biểu hiện giới
Vào ngày 19 tháng 10 năm 2007, Tiến sĩ Lydia Foy đã thắng kiện tại Tòa án tối cao, phán quyết rằng việc không cho phép cô có được giấy khai sinh mới ghi nhận giới tính của mình là nữ đã vi phạm các quyền của cô theo ECHR. Chính phủ đã kháng cáo quyết định này nhưng đã bỏ kháng cáo vào tháng 6 năm 2010 và tuyên bố sẽ đưa ra luật trong tương lai. Một chính phủ mới nhậm chức vào tháng 2 năm 2011 và theo báo cáo của ủy ban cố vấn vào tháng 7 năm 2011, Bộ trưởng chịu trách nhiệm tuyên bố rằng Chính phủ sẽ đưa ra luật công nhận giới tính càng sớm càng tốt. Không có luật nào được đưa ra vào tháng 2 năm 2013 và Tiến sĩ Foy đã bắt đầu các thủ tục tố tụng mới nhằm tìm cách thi hành quyết định của Tòa án Tối cao năm 2007. Vào tháng 6 năm 2014, một dự luật công nhận giới đã được công bố và vào tháng 9 năm 2014, Chính phủ tuyên bố rằng nó sẽ được công bố vào cuối năm nay. Dự luật được giới thiệu vào ngày 19 tháng 12 năm 2014. Vào ngày 15 tháng 7 năm 2015,  Dự luật công nhận giới tính 2015  (tiếng Ireland: An tAcht um Inscne a Aithint, 2015) với những sửa đổi lớn đã thông qua cả hai ngôi nhà của Oireachtas và Tổng thống Michael D. Higgins đã ký dự luật thành luật vào ngày 22 tháng 7 năm 2015. Ireland và một vài quốc gia khác đã loại bỏ tất cả các tiêu chí y tế khỏi quy trình công nhận pháp lý nhận dạng giới tính. Luật có hiệu lực vào ngày 8 tháng 9 năm 2015.
Vào tháng 4 năm 2019, sự kiện Drag Storytime của Glitter Hole đã bị hủy bỏ bởi Hội đồng quận Dún Laoghaire, ông Gurdown, ban đầu tuyên bố nó "không phù hợp với lứa tuổi", và sau đó tuyên bố rằng đó là do mức độ lạm dụng đồng tính cao trên phương tiện truyền thông xã hội.

## Liệu pháp chuyển đổi
Liệu pháp chuyển đổi có tác động tiêu cực đến cuộc sống của người LGBT và có thể dẫn đến lòng tự trọng thấp, trầm cảm và ý tưởng tự tử.
Vào tháng 3 năm 2018, Thượng nghị sĩ Chiến trường Fintan (Sinn Féin) đã giới thiệu một dự luật cho Thượng viện Ailen để cấm trị liệu chuyển đổi đối với người LGBT. Theo dự luật, các cá nhân bị kết tội thực hiện các liệu pháp chuyển đổi có thể bị phạt tới 10.000 euro và phải đối mặt với án tù một năm. Dự luật không cấm các hoạt động cung cấp hỗ trợ, chấp nhận và hiểu cho thanh thiếu niên LGBT hoặc những người khác đặt câu hỏi về giới tính của họ. Luật pháp đã nhận được sự hỗ trợ của Hội đồng Tâm lý trị liệu Ailen và nhiều chính trị gia và nhà lập pháp. Một số chính trị gia mô tả thêm liệu pháp chuyển đổi là tương đương đồng tính với cắt bỏ bộ phận sinh dục nữ.
Dự luật đã thông qua lần đọc thứ hai trong Seanad Éireann vào ngày 2 tháng 5 năm 2018.

## Hiến máu
Vào tháng 1 năm 2017, Dịch vụ truyền máu Ailen (IBTS) đã thay thế lệnh cấm suốt đời đối với các khoản đóng góp từ những người đàn ông đã từng quan hệ tình dục qua đường hậu môn hoặc miệng với một người đàn ông khác bị cấm 12 tháng. Điều này diễn ra sau chiến dịch tranh cử gay gắt về vấn đề này bởi các nhà hoạt động trong một số năm, bao gồm cả thách thức xem xét lại tư pháp đối với chính sách tại Tòa án tối cao Ireland.
Vào ngày 27 tháng 7 năm 2015, Tomás Heneghan, một sinh viên 23 tuổi Đại học Limerick từ Galway đã bắt đầu một thách thức pháp lý trong Tòa án tối cao chống lại trì hoãn vĩnh viễn áp đặt cho các nhà tài trợ MSM (nam có quan hệ tình dục với nam). Ông lập luận rằng bảng câu hỏi và quy trình phỏng vấn được sử dụng bởi IBTS không đánh giá đầy đủ nguy cơ lây truyền bệnh do đóng góp của ông. Ông tuyên bố điều này là vi phạm luật pháp EU. Ông nói rằng cả hai đều không xem xét khoảng thời gian giữa trải nghiệm tình dục cuối cùng của người hiến tặng và kết thúc "thời kỳ cửa sổ" trong đó nhiễm trùng đôi khi không được phát hiện. Hoạt động tình dục trước đây của Heneghan không có nguy cơ bị nhiễm trùng, theo lời khuyên được HSE phê duyệt và ông nói rằng dịch vụ này không có bằng chứng nào cho thấy nó có thể áp đặt một cách hợp pháp lệnh cấm suốt đời đối với ông hiến máu.
Sau nhiều lần hoãn phiên tòa cho phép dịch vụ máu và Bộ Y tế kiểm tra và phát triển các chính sách hiến tặng, vào cuối tháng 6 năm 2016, Dịch vụ Truyền máu Ailen đã khuyến cáo rằng nên cấm MSM trọn đời được giảm xuống lệnh cấm 12 tháng. Cuối tuần đó, Bộ trưởng Bộ Y tế Simon Harris đã đồng ý với các khuyến nghị và tuyên bố giảm sẽ diễn ra. Tuy nhiên, không có mốc thời gian nào được báo cáo ban đầu để thực hiện các chính sách mới.
Vào ngày 26 tháng 7 năm 2016, Heneghan đã từ bỏ thách thức của Tòa án tối cao đối với dịch vụ này khi chấm dứt việc trì hoãn trọn đời đối với những người hiến máu MSM đã được công bố trong thời gian tạm thời. Heneghan sau đó đã viết về những kinh nghiệm của mình khi thách thức lệnh cấm trong một số phương tiện truyền thông quốc gia. Anh cũng xuất hiện trên chương trình Ireland AM của TV3 để nói về trường hợp của mình.
Vào ngày 2 tháng 10 năm 2016, có thông báo rằng Bộ trưởng Harris sẽ thực hiện chính sách mới từ ngày 16 tháng 1 năm 2017, gần bảy tháng sau khi ông tuyên bố thay đổi chính sách.
Vào ngày 16 tháng 1 năm 2017, Heneghan (hiện 25 tuổi) đã tham dự một phòng khám hiến máu ở Đường D'O, Dublin và trở thành người đàn ông đầu tiên quan hệ tình dục với một người đàn ông khác để hiến máu công khai tại Cộng hòa Ireland kể từ suốt cuộc đời. chính sách trì hoãn được giới thiệu lần đầu tiên vào những năm 1980. Tuy nhiên, ông cũng chỉ trích chính sách trì hoãn 12 tháng mới đối với MSM và kêu gọi Bộ trưởng Y tế Ireland khởi xướng đánh giá IBTS và thay thế thời gian trì hoãn 12 tháng đối với MSM mà không trì hoãn hoặc hoãn 3 tháng đối với tất cả các nhà tài trợ sau khi quan hệ tình dục.
Trước đó, vào tháng 8 năm 2013, Heneghan đã cáo buộc rằng Dịch vụ truyền máu Ailen đã phân biệt đối xử với anh ta mặc dù anh ta khẳng định rằng anh ta chưa bao giờ quan hệ tình dục bằng miệng hoặc hậu môn với người đàn ông khác.

## Bảng tóm tắt
| Hoạt động tình dục đồng giới hợp pháp                                                                                                   | (Từ năm 1993)                                                                                          |
| Độ tuổi đồng ý (17) | (Từ năm 1993)                                                                                          |
| Luật chống phân biệt đối xử chỉ trong việc làm (Mở rộng: bao gồm các trường học và bệnh viện được điều hành bởi các mệnh lệnh tôn giáo) | (Từ năm 1998) (Từ năm 2015)                                                                            |
| Luật chống phân biệt đối xử trong việc cung cấp hàng hóa và dịch vụ                                                                     | (Từ năm 2000)                                                                                          |
| Luật chống phân biệt đối xử trong tất cả các lĩnh vực khác (bao gồm phân biệt đối xử gián tiếp, ngôn từ kích động thù địch)             | (Từ năm 1989)                                                                                          |
| Luật chống phân biệt đối xử liên quan đến bản dạng giới                                                                                 | (Được bảo hiểm theo "giới tính" và "khuyết tật")                                                       |
| Công nhận các cặp đồng giới (ví dụ: quan hệ đối tác dân sự)                                                                             | (Từ năm 2011)                                                                                          |
| Hôn nhân đồng giới | (Từ năm 2015)                                                                                          |
| Con nuôi của các cặp vợ chồng đồng giới                                                                                                 | (Từ năm 2016)                                                                                          |
| Con nuôi chung của các cặp đồng giới | (Từ năm 2017)                                                                                          |
| Người LGBT được phép phục vụ công khai trong quân đội                                                                                   | (Từ năm 1993)                                                                                          |
| Quyền thay đổi giới tính hợp pháp | (Từ năm 2015)                                                                                          |
| Truy cập IVF cho đồng tính nữ | (Từ năm 2000)                                                                                          |
| Tự động làm cha mẹ trong giấy khai sinh cho con của các cặp đồng giới                                                                   | (Đang chờ xử lý)                                                                                       |
| Mang thai hộ thương mại cho các cặp đồng tính nam                                                                                       | (Đề nghị mang thai hộ nhân đạo. Mang thai hộ thương mại ngoài vòng pháp luật bất kể xu hướng tình dục) |
| Liệu pháp chuyển đổi bị cấm ở trẻ vị thành niên                                                                                         | (Đang chờ xử lý)                                                                                       |
| NQHN được phép hiến máu | / (Kể từ năm 2017, thời gian trì hoãn 1 năm)                                                           |